# Sanjō Sanetomi
Il principe Sanjō Sanetomi (三条 実美?; Kyoto, 13 marzo 1837 – Tokyo, 28 febbraio 1891) è stato un politico giapponese, Daijō-daijin del Daijō-kan (Cancelliere).

## Biografia
Appartenente ad una famiglia aristocratica ricoprì diversi incarichi di governo durante il governo Meiji. Tra i più importanti incarichi ricoperti fu a capo dell'udaijin e fu cancelliere (Daijō-daijin) del Daijō-kan per oltre un decennio. Abolito l'ufficio divenne il Lord del sigillo privato dell'imperatore.
Nel 1889 a causa delle dimissioni di Kuroda Kiyotaka l'imperatore assegno provvisoriamente il governo a Sanjō, che quindi ricoprì anche la carica di primo ministro ad interim per circa due mesi, quando fu nominato Yamagata Aritomo.